# الدار (ريمة)
الدار هي إحدى قرى مديرية مزهر بمحافظة ريمة اليمنية، بلغ تعداد سكانها 1033 نسمة حسب الإحصاء الذي جرى عام 2004.